# Brutus (Jacques-Louis David)
Brutus ist eine Kohlezeichnung des Historienmalers Jacques-Louis David und zeigt einen Ausschnitt aus Davids Gemälde Die Liktoren bringen Brutus die Leichen seiner Söhne aus dem Revolutionsjahr 1789. Dargestellt ist Lucius Iunius Brutus, der legendäre erste Konsul der Römischen Republik.

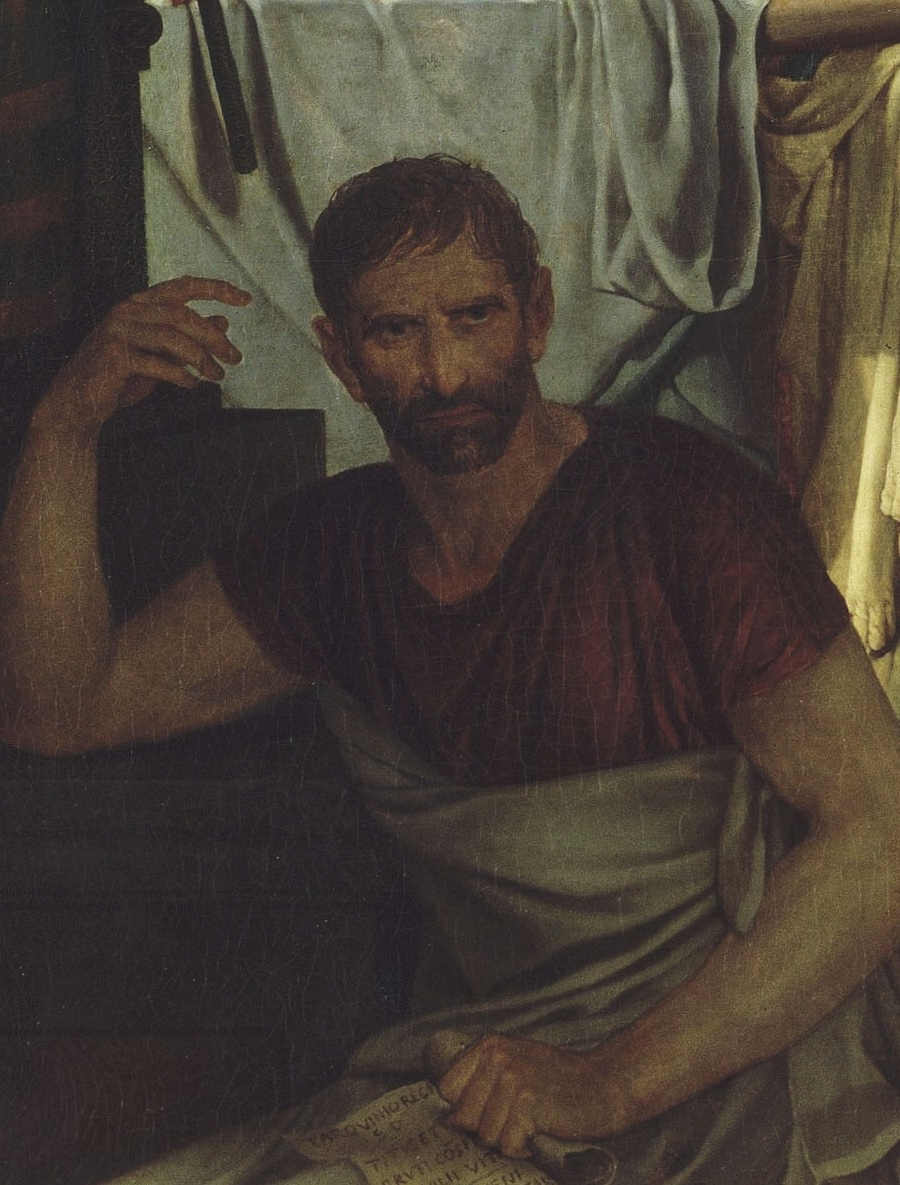
Ausschnitt aus Die Liktoren bringen Brutus die Leichen seiner Söhne mit Brutus

## Vorgeschichte
1789 hatte David im königlichen Auftrag für den Salon de Paris das Gemälde Die Liktoren bringen Brutus die Leichen seiner Söhne angefertigt. Brutus, der zuvor Rom von der Monarchie befreit hatte, musste feststellen, dass seine beiden Söhne in eine Verschwörung zur Wiederherstellung des Königtums verwickelt waren. Er blieb seiner republikanischen Überzeugung treu und ordnete ihre Hinrichtung an. David stellt den Moment dar, als die toten Söhne von den Liktoren in das Haus des Brutus gebracht werden.
Aufgrund seiner Bezüge zur bürgerlichen Tugend und Opferbereitschaft für die Nation wurde das Gemälde äußerst populär. Insbesondere bei der erstarkenden republikanischen Bewegung stieß das Werk auf große Resonanz. David avancierte dadurch in Frankreich zum bekanntesten Künstler der Französischen Revolution, obwohl das Bild wahrscheinlich nicht als ein revolutionäres Werk beabsichtigt war, das einen unmittelbaren Zusammenhang zu den politischen Ereignissen herstellen und einen republikanischen Umsturz propagieren sollte.

## Entstehung
Im Frühjahr 1790 verbrachte David mehrere Wochen in Nantes im Westen Frankreichs an der Atlantikküste. Ihm wurde ein begeisterter Empfang bereitet und man feierte ihn als bedeutendsten Maler in Frankreich. Der große Erfolg seines Gemäldes auf dem Pariser Salon war offensichtlich im ganzen Land bekannt. David fertigte daraufhin diese Zeichnung an, um dem Publikum einen Eindruck von Brutus zu vermitteln. Ob er sich dabei einer Vorlage bediente, ist nicht überliefert. Der weitere Verbleib der Zeichnung ist nicht dokumentiert. Heute befindet sich das Werk in Privatbesitz.

## Beschreibung
Die Zeichnung ist in schwarzer Kreide ausgeführt, einem heute noch weit verbreiteten Zeichenmittel. Schwarze Kreide besteht aus feinerdigem, durch Kohle schwarz gefärbtem Tonschiefer. Es handelt sich also nicht um eine Art von Kreide, sondern um einen inkohlten Ölschiefer. Schwarze Kreide haftet gut auf der Papieroberfläche, wodurch ein je nach Härtegrad der schwarzen Kreide feines, detailreiches Zeichnen ermöglicht wird. Im Bereich des Kopfes ist die Zeichnung differenziert und mit großem Nachdruck gestaltet, Oberkörper und Arme sind dagegen nur angedeutet.
David skizzierte den Brutus im Gegensatz zur Figur auf seinem Gemälde mit entblößtem Oberkörper und aufrecht erhobenem Kopf. Brutus fixiert in der Zeichnung den Betrachter, wohingegen er im Gemälde gedankenverloren mit leicht geneigtem Kopf am Betrachter vorbei blickt. Insofern gleicht die Darstellung mehr dem antiken Kopf einer Bronzebüste aus dem 4. oder 3. Jh. v. Chr., die als Kapitolinischer Brutus bekannt ist. Diese Büste aus den Kapitolinischen Museen in Rom diente David nachweislich auch als Vorlage für den Brutus in seinem Gemälde.
Am unteren Rand hat David eine Widmungsinschrift verfasst, die neben der porträtierten Person allem Anschein nach auch den Ort und das Datum der Entstehung der Skizze nennt:

« Junii Bruti imago – Nantes ce 28 avril 1790 – David »

„Bild des Iunius Brutus – Nantes an diesem 28. April 1790 – David“

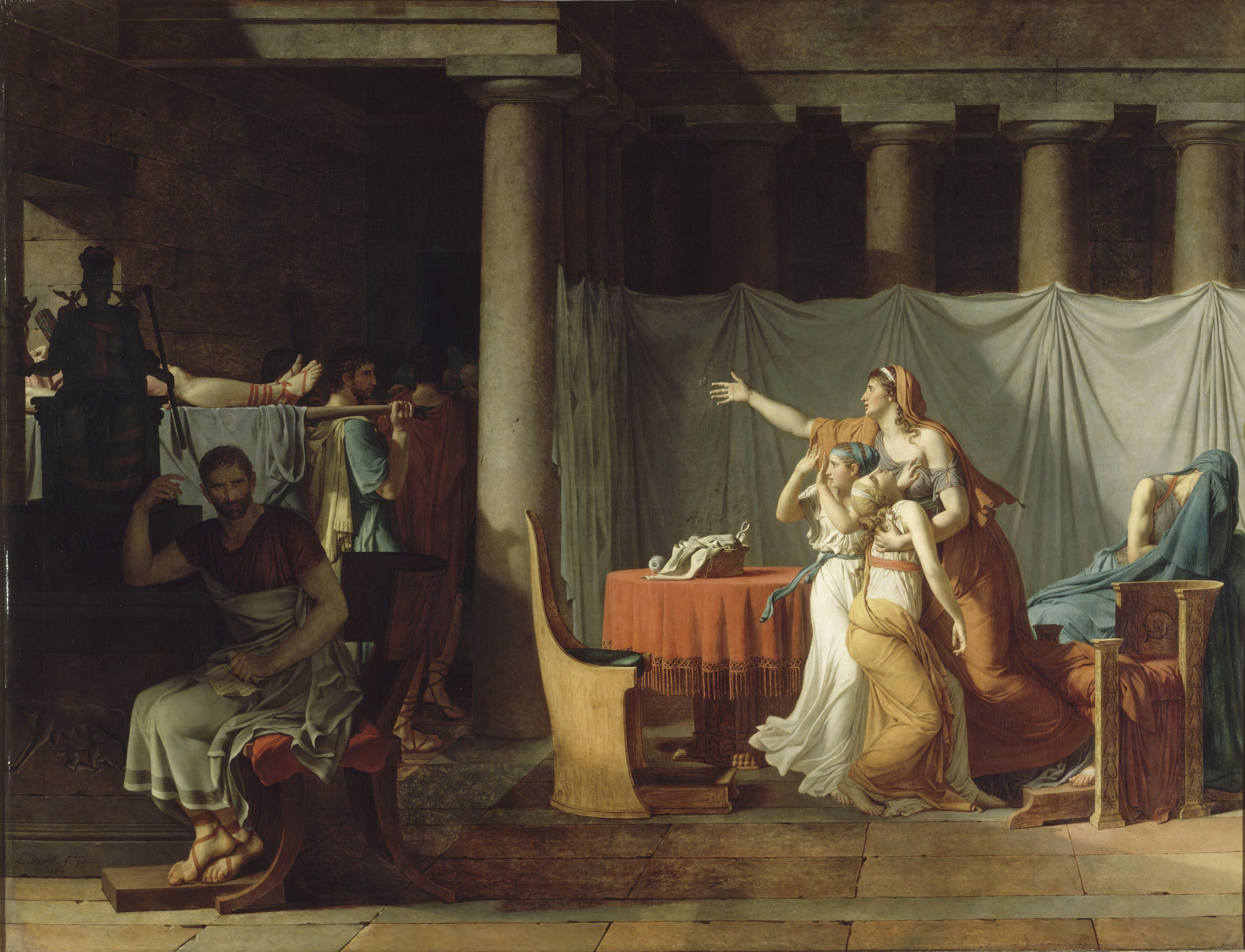
Die Liktoren bringen Brutus die Leichen seiner Söhne von 1789
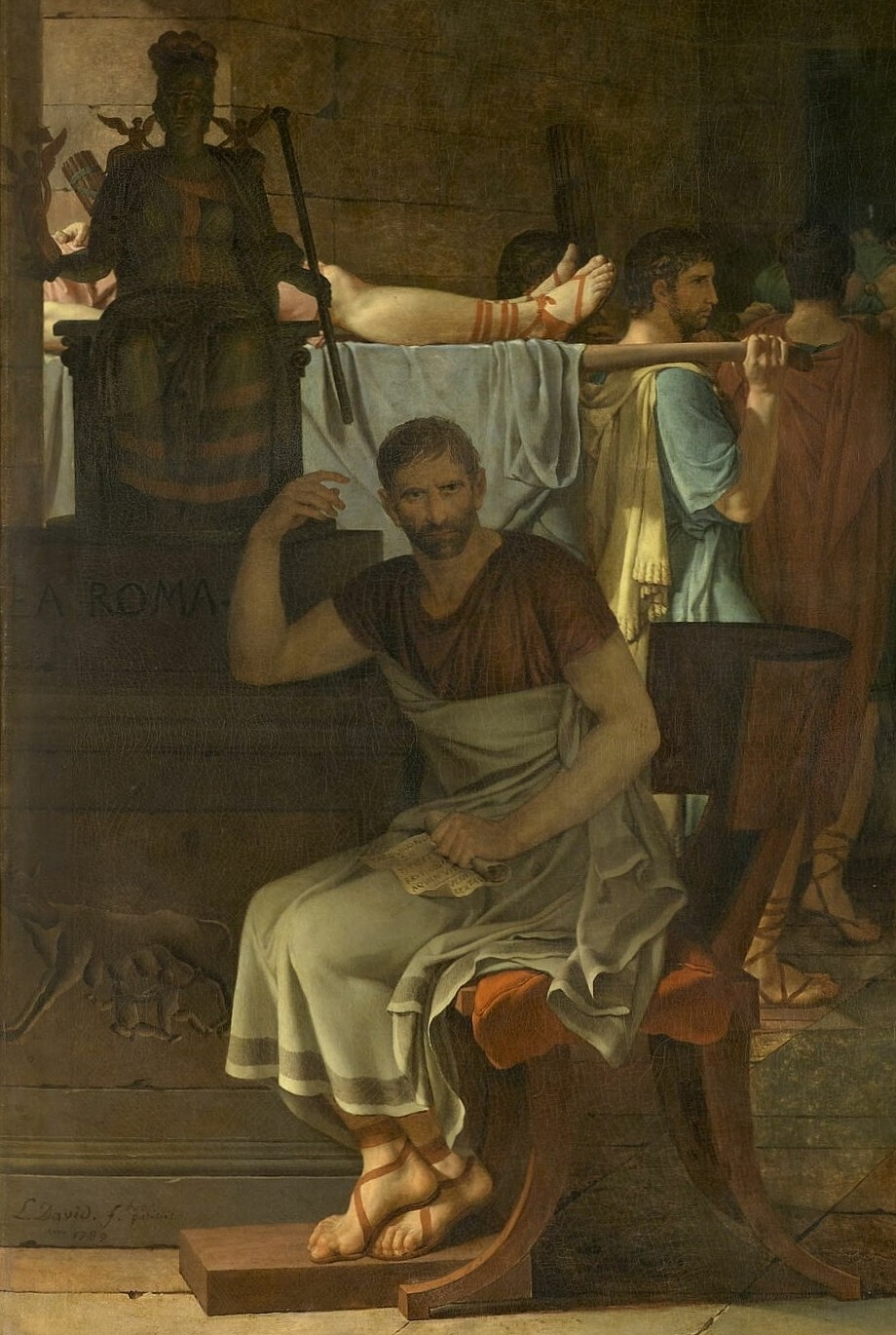
Ausschnitt mit der ganzen Figur des Brutus
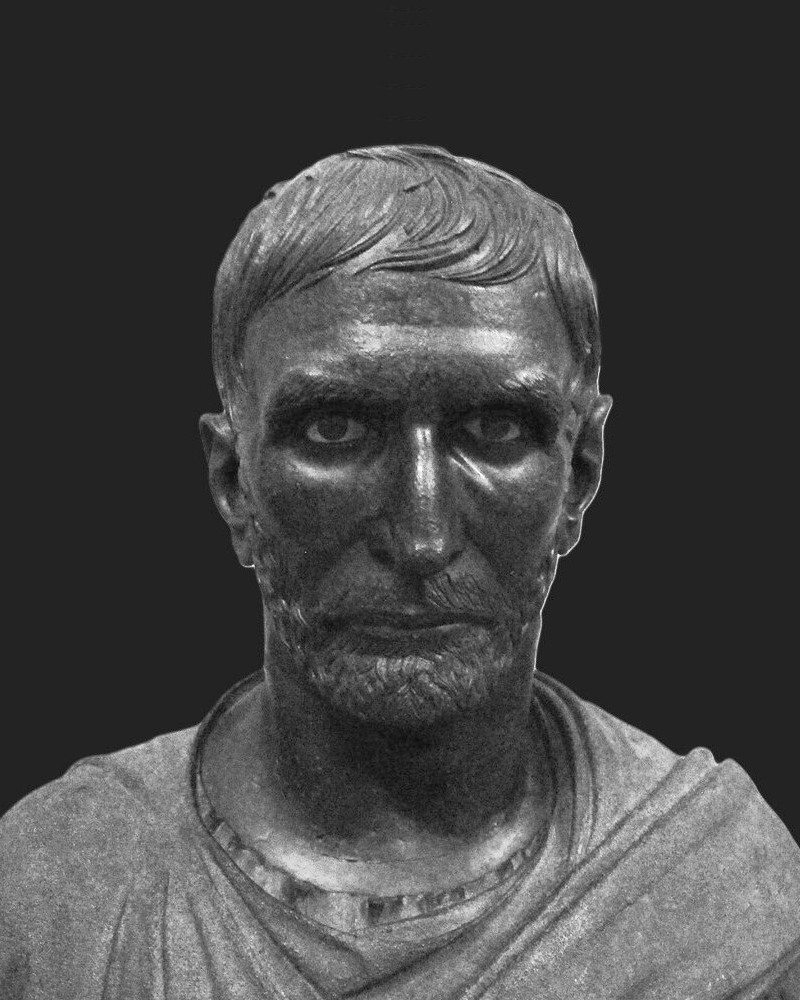
Der Kopf des Kapitolinischen Brutus
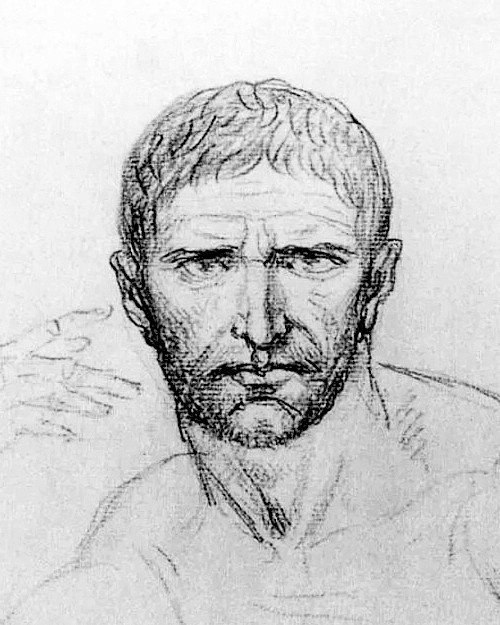
Ausschnitt aus der Kohlezeichnung